# Victor Kravchenko

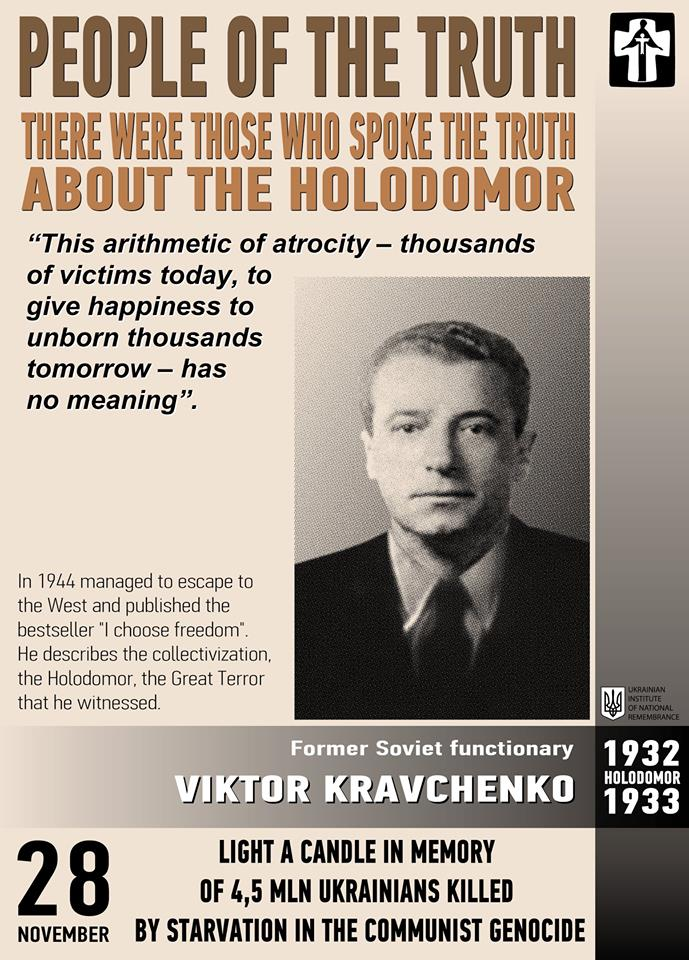
Victor Kravchenko op een poster

Victor Andrejevitsj Kravchenko (Russisch: Виктор Андреевич Кравченко, Oekraïens: Віктор Андрійович Кравченко) (Dnipro, Oekraïne, 11 oktober 1905 - New York, 25 februari 1966) was een Sovjet-Russisch ambtenaar die politiek asiel verkreeg in de Verenigde Staten en die internationale bekendheid verwierf door een ophefmakend proces tegen Franse communisten, dat hij won.

## Levensloop
Kravchenko werd ingenieur metallurgie na studies aan het Dneprodzerzhinsk Metallurgical Institute. Hij werd er bevriend met de toekomstige Sovjetleider Leonid Brezjnev. Victor werd in 1929 een enthousiast lid van de Communistische Partij. Hij ging werken in staalfabrieken in de Donbasregio, maar geraakte stilaan zijn illusies kwijt toen hij de nefaste gevolgen zag van de doorgevoerde collectivisatie. Hij zelf werd tijdens de Grote Zuivering gemarteld, hoewel hij uiteindelijk arrestatie wist te voorkomen.
Tijdens de Tweede Wereldoorlog diende Kravchenko als kapitein in het Sovjetleger. In 1943 werd hij overgeplaatst naar de Sovjet-inkoopcommissie in Washington, D.C.

## Defectie
Op 4 april 1944 verliet Kravchenko zijn functie en vroeg politiek asiel aan in de Verenigde Staten. De Sovjetautoriteiten eisten onmiddellijk zijn uitlevering en noemden hem een verrader. Ambassadeur Joseph E. Davies deed een rechtstreeks beroep op president Franklin D. Roosevelt namens Jozef Stalin om Kravchenko te laten uitleveren. Hier werd niet op ingegaan en hij kreeg asiel. Uit angst voor moord door agenten van de SMERSJ leefde hij voortaan onder een nieuwe naam.
Toen hij overliep, was hij in de Sovjet-Unie al getrouwd met Zinaida Gorlova en had met haar een zoon, Valentin (geboren in 1935). Zinaïda, die in de Sovjet-Unie bleef en werd gearresteerd, kon na verloop van tijd vrijkomen en hertrouwde. Haar tweede man adopteerde Valentin en gaf hem zijn familienaam. Niettemin werd Valentin opgepakt en als zoon van een "verrader van het moederland" in 1953 veroordeeld tot vijf jaar Goelag, waar de behandeling zo slecht was dat hij een zelfmoordpoging ondernam. Later, toen hij ontdekte dat hij een halfbroer had in de Verenigde Staten, vroeg en verkreeg hij er politiek asiel.
Victor begon een relatie met de Amerikaanse Cynthia Kuser-Earle, dochter van Anthony R. Kuser (1862-1929) en zus van senator John Dryden Kuser van de staat New Jersey, die van 1919 tot 1930 getrouwd was met Brooke Astor. Victor en Cynthia gingen samenwonen, maar trouwden niet. Hun twee zonen, Anthony en Andres, namen de naam Earle van hun moeder aan en waren er zich tot in 1965 niet van bewust wie hun vader was.

## Het proces
In 1947 veroorzaakte het vertaalde boek van Kravchenko, onder de titel J'ai choisi la liberté, stevige polemieken en aanvallen tegen de auteur vanwege de Franse communisten. Het boek werd op 13 november frontaal aangevallen door André Ullman, onder de schuilnaam Sim Thomas, in het communistisch weekblad Les Lettres françaises. Kravchenko werd afgeschilderd als een vervalser, een leugenaar, een agent van de Verenigde Staten en een alcoholicus.
Kravchenko diende klacht in voor laster en eerroof tegen Claude Morgan, de directeur en André Wurmser, de hoofdredacteur van het tijdschrift. Het proces werd ingeleid op 24 januari 1949 voor de correctionele rechtbank van het departement Seine-Maritime en duurde twee maanden. De advocaten van de beklaagden deden talrijke getuigen uit de Sovjet-Unie komen. Vroegere collega's van Kravchenko spuiden al het kwaad over hem dat ze maar konden uitvinden. Zijn ex-vrouw kocht haar vrijheid door hem te komen verwijten toesturen vanwege ontrouw en van huiselijk geweld. De advocaat van Kravchenko, Georges Izard, bracht de getuigen vaak in verlegenheid door ze over de feiten zelf te ondervragen die in het boek werden besproken. Ook heel wat fellow travellers kwamen hun duit in het zakje doen ten voordele van de beklaagden. Onder hen: Emmanuel d'Astier de la Vigerie, Jean Bruhat, Louis Martin-Chauffier, Pierre Courtade, Roger Garaudy, Fernand Grenier, Frédéric Joliot-Curie, Ernest Petit, Vladimir Pozner en Vercors. Izard bracht anderzijds getuigen aan in het voordeel van Kravchenko, die de Sovjetkampen hadden overleefd en zijn beschuldigingen vanuit hun persoonlijke ervaring konden bevestigen. Onder hen bevond zich Margarete Buber-Neumann, de weduwe van de Duitse communist Heinz Neumann, slachtoffer van de Grote Zuivering en in 1939 gefusilleerd. Zij werd in de goelag opgesloten alvorens ter gelegenheid van het in 1939 gesloten pact, door de Sovjets aan de nazi's te worden uitgeleverd en in het kamp van Ravensbrück terecht te komen. Zij maakte indruk. Het proces werd afgesloten met een symbolische schadevergoeding voor Kravchenko van één Franse frank.
Het was de eerste slag die werd toegebracht aan de communistische partijen in Europa en aan hun volgers. Er zouden er nog volgen (Berlijn 1961, Hongarije 1956, Praag 1968) die talrijke leden en sympathisanten van de Sovjet-Unie en van hun Europese satelliet-partijen afkeerden.

## Later Leven
Na enkele jaren geraakte Kravchenko ontgoocheld over de Verenigde Staten en over de Amerikaanse politiek. Hij verhuisde naar Peru, waar hij zich aan commerciële activiteiten waagde, die echter faliekant uitdraaiden. Er werd verondersteld dat de KGB hierbij een rol speelde.
Hij keerde terug naar New York. Financieel aan de grond, schoot hij zich een kogel door het hoofd. Hij werd dood aangetroffen in zijn kantoor in Manhattan. Nadien werden theorieën verspreid dat hij door de KGB was vermoord.

## Publicaties
- I Chose Freedom: The Personal and Political Life of a Soviet Official, Charles Scribner, New York, 1946.
- I Chose Justice, Charles Scribner, New York, 1950.